# Oreste Baratieri

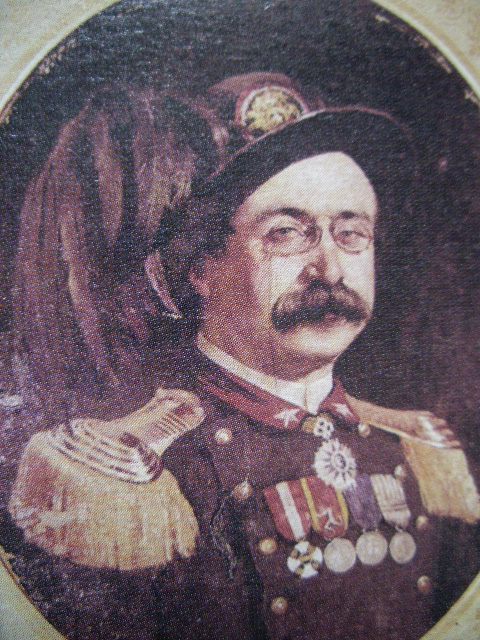
Oreste Baratieri

Oreste Baratieri (ur. 13 listopada 1841 w Condino, zm. 7 sierpnia 1901 w Sterzing) – generał włoski, gubernator wojskowy Erytrei. W 1896 roku podczas wojny z Etiopią poniósł klęskę w bitwie pod Aduą. 
Oreste Baratieri przyszedł na świat w Condino niedaleko Trydentu. Karierę wojskową rozpoczął u boku słynnego Giuseppe Garibaldiego w utworzonym przez niego oddziale Czerwonych Koszul, do którego wstąpił jako ochotnik. W 1860 brał udział w zakończonej sukcesem „wyprawie tysiąca” na Sycylię. Wyprawa ta skończyła się obaleniem dynastii Burbonów (króla Franciszka II) i włączeniem Królestwa Obojga Sycylii do niepodległych Włoch.
W czerwcu 1866 brał udział w przegranej bitwie wojsk włoskich z Austrią pod Custozą. W 1891 Baratieri otrzymał awans do stopnia generała i został mianowany dowódcą włoskich sił kolonialnych w Afryce, a następnie gubernatorem Erytrei. 
Od 1893 Baratieri kierował siłami włoskimi w kilku lokalnych starciach granicznych z Etiopią, którą rząd włoski zamierzał sobie podporządkować. W lipcu 1894 odniósł zwycięstwo w bitwie pod Kasallą.
Po pierwszej porażce włoskiej pod Amba Alagi w grudniu 1895, cesarz Menelik II wystąpił z propozycjami pokojowymi, które zostały odrzucone przez Włochów w lutym 1896 roku. Rząd włoski nakazał generałowi Baratieri przystąpienie do kontrofensywy, która 
1 marca 1896 zakończyła się spektakularną klęską pod Aduą. Nieudolne dowodzenie Baratieriego, który podzielił swoje wojska skończyło się unicestwieniem 17 tysięcznej armii włoskiej przez wojska etiopskie. Straty włoskie były bardzo duże: 11 tysięcy zabitych i rannych, 4 tysiące w niewoli, utrata całej artylerii i cennego sprzętu. Porażka odbiła się szerokim echem na świecie, a we Włoszech wywołała szok i oburzenie. Konsekwencją przegranej bitwy było odwołanie traktatu z Ucciali z 1889 (na podstawie którego Etiopia miała stanowić włoski protektorat) i wycofanie wojsk włoskich z Etiopii. Klęska ta spowodowała dymisję i upadek kariery politycznej dążącego do wojny premiera Włoch Francesca Crispiego. Po powrocie do Włoch gen. Baratieri zrezygnował z kariery wojskowej i przeszedł na emeryturę.